# Eindhovensch Kanaal
Het Eindhovensch Kanaal is een kanaal in Noord-Brabant dat het centrum van Eindhoven verbindt met de Zuid-Willemsvaart. De schrijfwijze "Eindhovens Kanaal" is niet de officiële naam. Dit kanaal werd gegraven  1843-1846 in opdracht van en bekostigd door de stad Eindhoven. De lengte bedraagt 13,9 kilometer. Bedrijventerreinen van Eindhoven, Geldrop, Mierlo, en Helmond liggen aan dit kanaal. De Kleine Dommel en de Goorloop gaan er met een duiker onderdoor. Het kanaal heeft sinds 1974 zijn functie voor de scheepvaart verloren, maar het vervult nog een recreatieve functie: Roeiverenigingen verzorgen er trainingen en ernaast wordt er hengelsport beoefend. Langs de oever kan worden gefietst.

## Geschiedenis
Omdat de Zuid-Willemsvaart op grote afstand van Eindhoven liep, wenste het bestuur van Eindhoven eveneens een aansluiting op het kanalennet. Dit streven liep vertraging op door de Belgische afscheidingsoorlog. In 1843 werd vergunning voor de aanleg van een kanaal verleend, dat dwars op de stroomdalen van de Kleine Dommel en de Goorloop stond. Er werden, behalve duikers onder het kanaal door voor beide rivieren, ook tien identieke houten bruggen gebouwd, die erg hoog waren, zodat de schepen eronderdoor konden varen. Bij aanleg waren er slechts twee afwijkende bruggen; de hefbruggen bij de Zuid-Willemsvaart en de haven van Eindhoven. Verder kwam er een zwaaikom bij Tongelre.
In 1846 werd het kanaal geopend. Men transporteerde vooral zware vrachten: machines en bulkgoed als steenkool en ruwe wol. Daarnaast kwamen ook houtvlotten naar Eindhoven, voor de industrie van lucifers en sigarenkistjes.
In 1862 voer het eerste stoomschip door het kanaal. Er kwam een stoombootverbinding met Rotterdam. Er kwam industrie rond de havenkom, zoals de gasfabriek van Eindhoven en vele andere. Op het terrein van de oude gasfabriek was voorheen de NRE (Nutsbedrijven Regio Eindhoven) gevestigd. Bij Mierlo werd ook een trambrug over het kanaal gebouwd, waarvan de fundamenten nog steeds te zien zijn. Hierin zijn in september 2009 vleermuizenverblijven gebouwd, met grotendeels behoud van het uiterlijk.
Tussen 1929 en 1934 werd het Eindhovensch Kanaal verbreed en gemoderniseerd. De voormalige haven van Zesgehuchten in Geldrop werd vergroot en kreeg ook een zwaaikom functie. Tot aan de 'sluiting' van het kanaal is deze als voornamelijk overslagplaats voor zand en grind in gebruik gebleven. Na de Tweede Wereldoorlog herstelde de scheepvaart zich tijdelijk, maar in 1974 werd het kanaal voor scheepvaart gesloten. Er waren op dat moment slechts twee industrieën aan het kanaal die de optie tot gebruik open wilden houden. De voormalige cementfabriek in Eindhoven en de VAM in Nuenen. De VAM had dit terrein speciaal uitgekozen omdat het zowel over het water van het Eindhovensch Kanaal als over het spoor via de spoorlijn Eindhoven - Venlo te bereiken was. Dit zou echter grondige renovatie van het kanaal vergen vanwege de zwakke plekken in de damwanden daar waar het kanaal het dal van de waterlopen doorkruist. Na de sluiting werd de hefbrug bij de ingang aan de Zuid-Willemsvaart vervangen door een betonnen vaste brug waardoor het kanaal ook niet bereikbaar is behalve voor de kleine pleziervaart.
Het Eindhovensch Kanaal was de eerste stimulans voor Eindhoven, dat tot dan toe alleen over de weg te bereiken was, om uit te groeien tot een industriestad. Toen de stad in 1866 een spoorwegverbinding kreeg nam de functie van het kanaal snel af. In 1930 werd begonnen met een nieuwe aansluiting van Eindhoven op het hoofdvaarwegennet. In combinatie met het afwateringskanaal, werden de Beatrixhaven en het Beatrixkanaal aangelegd en ontstond een verbinding met het Wilhelminakanaal ter hoogte van Best.
Er zijn plannen geweest om op de bedding van het gesloten kanaal een snelweg aan te leggen. Die zijn niet doorgegaan omdat het kanaal door de geringe scheepvaart reeds een natuurgebied was geworden. Het kanaal geniet populariteit onder wandelaars, fietsers en hengelaars. Het maakt, met zijn omgeving, deel uit van de Ecologische Hoofdstructuur.

## Waterhuishouding
Het Eindhovensch Kanaal is een doodlopend kanaal zonder watervoorziening. Het waterpeil is geheel afhankelijk van de Zuid-Willemsvaart. Het loopt van het dal van de Aa naar het dal van de Dommel en doorkruist hierbij de waterscheiding van beide gebieden ter hoogte van de Luchense Heide. Het kanaal ligt voornamelijk hoger dan het landschap tussen dijken. Hierdoor ontstaat kwelwater, waardoor het kanaal voortdurend water verliest aan de omgeving. Deze onderloopsheid kan de dijken verzwakken. In geval van een dijkbreuk zou niet alleen het Eindhovensch Kanaal, maar ook het gedeelte van de Zuid-Willemsvaart tussen sluis 8 en sluis 9 leeglopen. Om dit te voorkomen werd er bij de monding in de Zuid-Willemsvaart een keersluis aangelegd. Alleen de gemetselde kademuren herinneren hier nog aan.

## Natuur en landschap
Ecologisch is het kanaal erg interessant: de oevers zijn fraai begroeid met rietkragen en zeggen, langs de paden groeien bloemen als Hengel en salomonszegel en het water herbergt plaatselijk tal van bijzondere waterplanten, waaronder fonteinkruiden, krabbenscheer en het zeer zeldzame klein nimfkruid (Najas minor), dat vanaf 1992 hier werd gevonden.
De oude havenkom te Eindhoven is de vindplaats van diverse adventiefplanten en neofyten. Een grote bijzonderheid is de Forez-streepvaren (Asplenium foreziense) die hier sedert 1988 op een beschoeiing wordt aangetroffen.
Het Eindhovensch Kanaal doorsnijdt de beekdalen van de Kleine Dommel en de Goorloop. Op deze plekken kruisen twee soorten natuurgebieden elkaar. Een dat al heel oud is en een dat is ontstaan op de oevers van een waterweg. Ter hoogte van de kunstwerken is daardoor een uniek leefgebied ontstaan. Een fietser ontmoet hierdoor bijzondere natuurgebieden als het Hulsterbroek, de Urkhovense Zeggen en het Groot Goor. Daar waar het kanaal de Luchense Heide afsnijdt, ontmoet men aan de zuidkant tussen Geldrop en Mierlo een totaal ander natuurgebied. Dit is het enige stuk kanaal dat lager ligt dan dan zijn omgeving. Opmerkelijk hierbij is een stukje kanaal dat breder is aan de zuidzijde en zonder beschoeiing maar met een natuurlijke oever met rietkraag, alsof het een reeds bij aanleg aanwezige waterpartij in zich opgenomen heeft. 

## Monumenten
De ijzeren hefbrug over het Eindhovensch Kanaal en enkele nabijgelegen gebouwen zijn industriële monumenten. In een daarvan, een voormalige ijsfabriek te Tongelre, is het DAF Museum gevestigd. Hier liggen nog restanten van een bestrating met kasseien. Langs de ijzeren hefbrug en het DAF Museum ligt overigens het kunstwerk genaamd het Kinetisch DAF Monument.
Niet beschermd, maar vermeldenswaardig zijn de 2 resterende oorspronkelijke bruggetjes bij de Goorsedijk en de Oudvensestraat nabij Helmond. Deze fietsbruggetjes zijn in opdracht van de gemeente Eindhoven in 2012 vervangen door nieuwe exemplaren, waarbij de authentieke stijl werd gehandhaafd. Ook de brug in de Urkhovenseweg naast de voormalige haven in Zesgehuchten tussen het gehucht Urkhoven (gemeente Eindhoven) en de wijk Hulst in Geldrop is in authentieke stijl vervangen door een zwaardere brug die autoverkeer toelaat. 